# Nöteborg

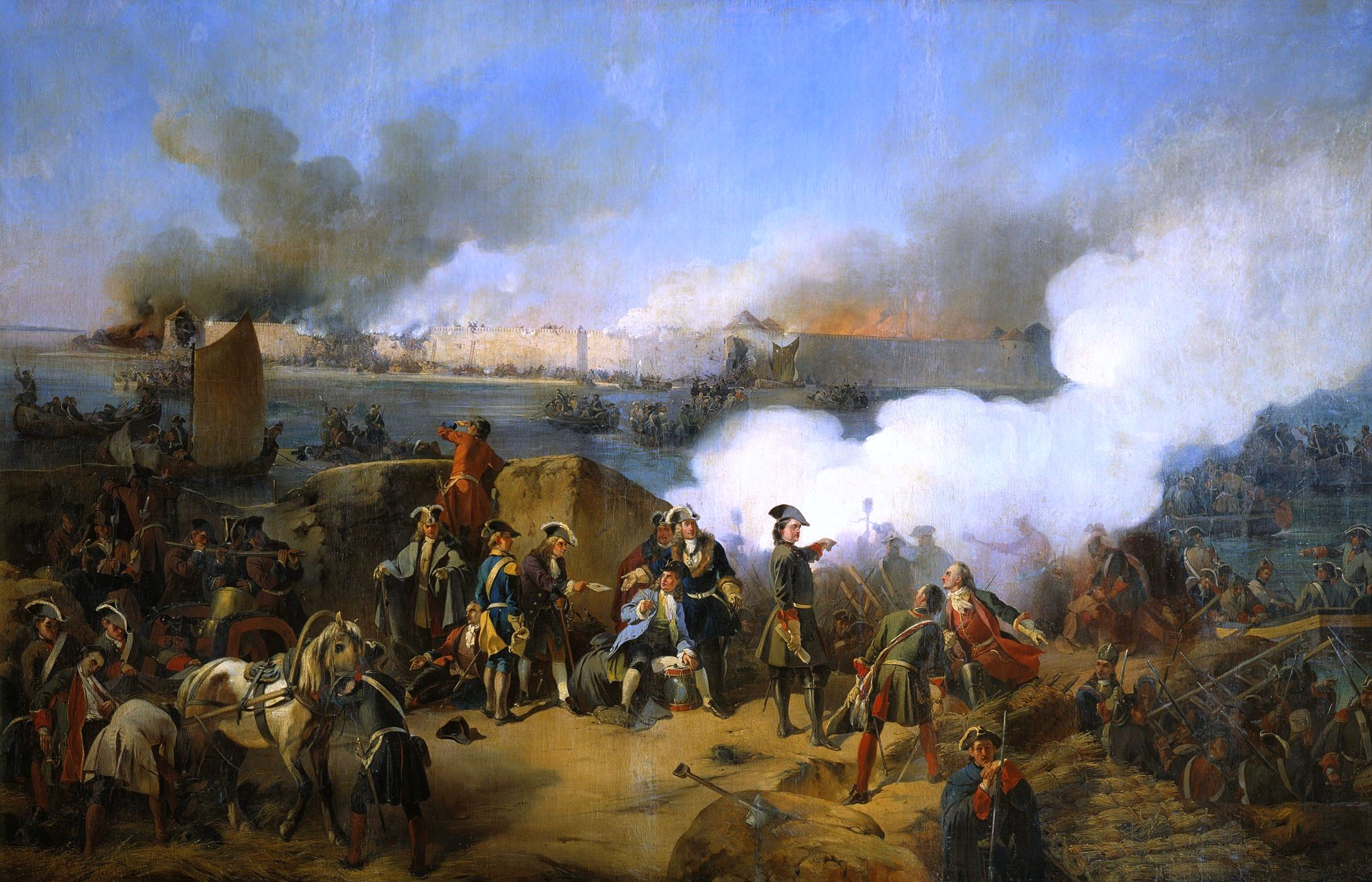
Nöteborg tas av ryssarna 1702.

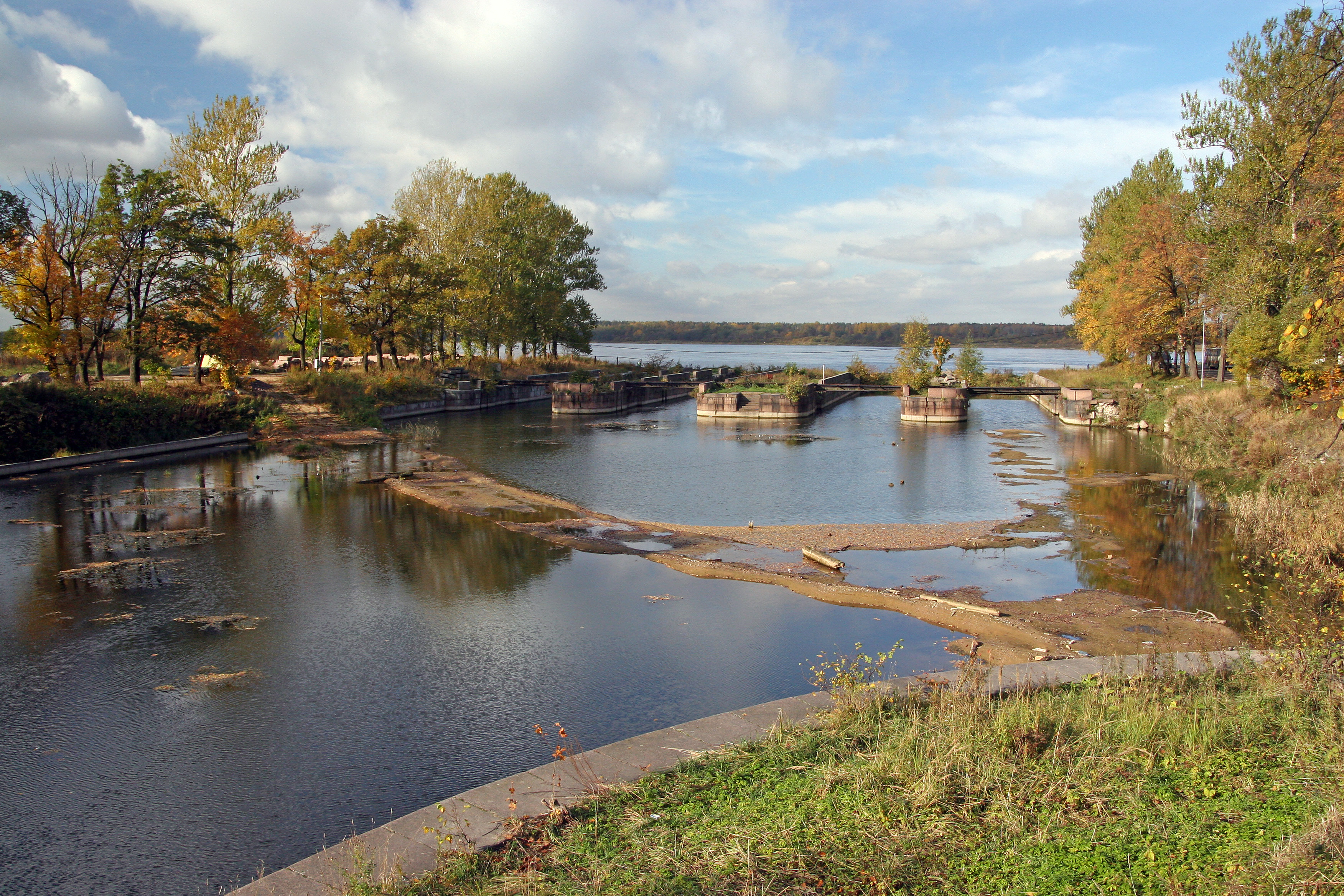
Gamla Ladogakanalens slussar i Nöteborg.

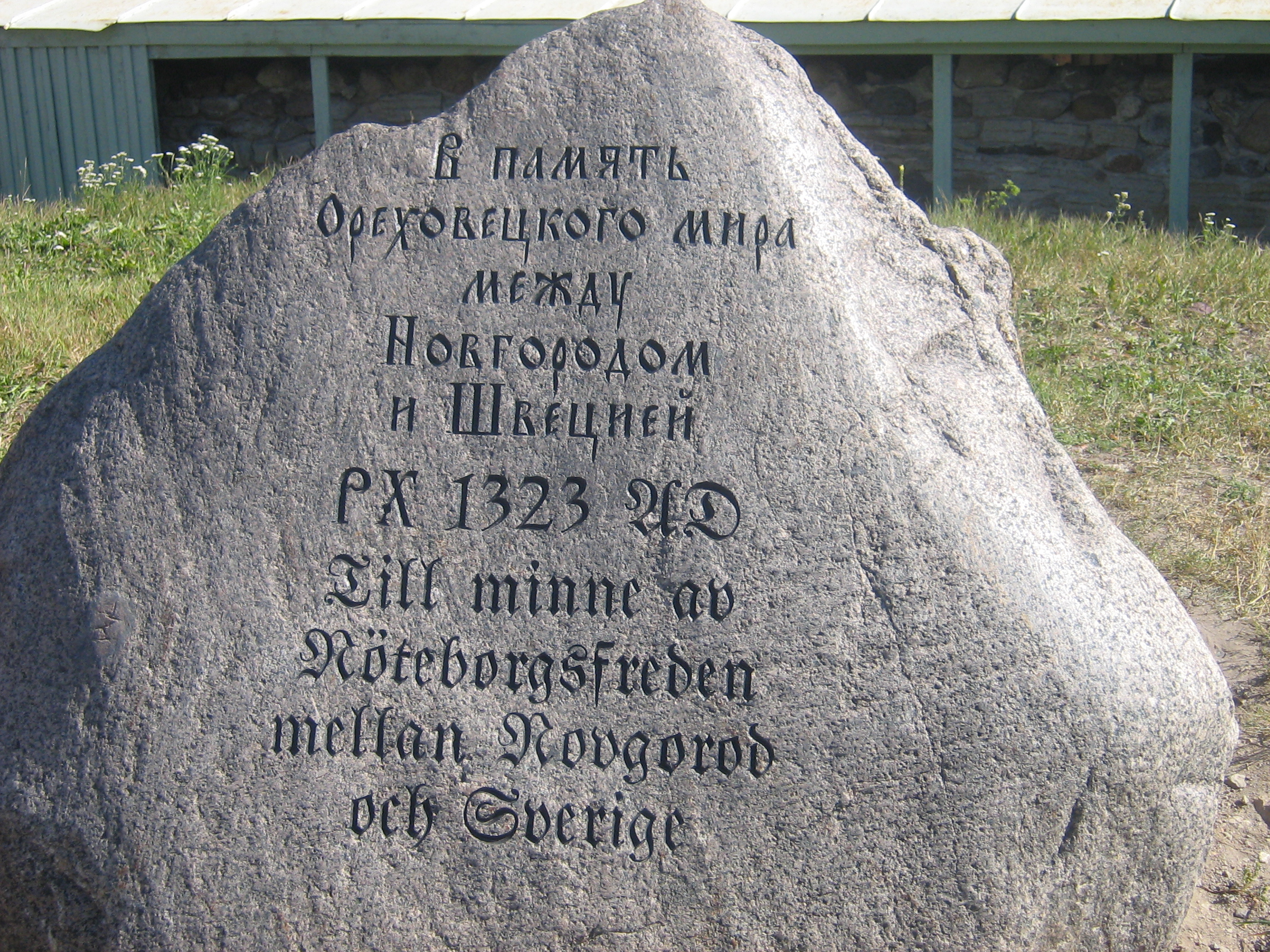
Minnessten till freden (Nöteborgstraktaten), i Nöteborg, med inskriptioner på ryska och svenska.

Nöteborg (ryska Шлиссельбург, transkribering: Sjlisselburg, translitterering: Šlissel'burg, tyska Schlüsselburg, finska Pähkinälinna eller Lyyssinä) är en stad vid floden Nevas utflöde ur Ladoga i Ryssland. Folkmängden uppgår till cirka 15 000 invånare.
Staden har och har haft flera namn på flera språk, på finska Pähkinälinna (vilket är en direktöversättning av det svenska namnet). Det ryska namnet var Орешек, Oresjek (vilket betyder nöt) till 1612 och därefter 1612–1702 Нотебург, Noteburg. Från 1702 var namnet Schlüsselburg ("nyckelborgen", ryska Шлиссельбург). Perioden 1944–1992 hette staden Петрокрепость, Petrokrepost. Sedan 1992 heter staden på ryska Шлиссельбург (Sjlisselburg); fästningen går dock fortfarande under benämningen Орешек (Oresjek) på ryska.
Idag finns det bland annat ett skeppsvarv i staden. Delar av den gamla staden samt fästningen finns kvar och ingår i Unescos världsarvslista. Fästningen skadades svårt under kriget 1941–1943 men delar, däribland en del av muren och tre torn, har restaurerats efter 1966.

## Tidig historia
Den första befästningen på platsen anses ha varit anlagd av svenskarna under Torgils Knutsson 1299, men redan 1301 gått förlorad till novgoroderna. I rysk historieskrivning sägs den ha anlagts av knjaz (prins) Juri Danilovitj av Novgorod. Namnet Nöteborg är härlett från ryskans Opex [arech] som betyder nöt eller kärna, och kan ha inspirerats av att hasselbuskar var vanliga på ön.
Den 12 augusti 1323 undertecknades den så kallade Nöteborgstraktaten i Nöteborgs slottsön, ett traktat som fastställde den första kända gränsen mellan Sverige och stadsrepubliken Novgorod, som så småningom blev till Ryssland. Nöteborg som tillhörde Novgorod blev säte för Narimantas, en novgorodisk lydfurste av litauisk ätt som 1333 fått Kexholms, Nöteborgs och Ladoga-området samt hälften av Koporje län i Ingermanland som ärftlig förläning. Narimont och hans son Alexander förtryckte invånarna så att dessa redan 1337 gjorde uppror med stöd från Viborg. År 1348 intog den svenske kungen Magnus Eriksson Nöteborg sjövägen, men förlorade den inom ett år. 1352 byggdes de första stenmurarna runt fästningen. I slutet av 1400-talet hade den tio torn, ett citadell och en inbyggd kanalhamn. Narimont och hans arvingar härskade över området fram till 1478, då landet efter den novgorodska republikens fall förenades med storfurstendömet Moskva.
År 1555 belägrade Gustav Vasa fortet under två veckor, med en flotta under Jakob Bagges ledning tillsammans med landtrupp. Försöket att erövra fästningen misslyckades dock, liksom kung Johan III:s erövringsförsök 1581 och 1582.

## Svensk stormaktstid
I maj 1612, under Ingermanländska kriget, intogs fästningen i Nöteborg av svenska hären under Claës Ericsson Slang efter en nio månader lång belägring. Vid fredsslutet fick Sverige behålla Nöteborg, och staden blev snart huvudort i ett eget län. Detta län omfattade Nyens stad och skans samt socknarna Kuivas, Jeroselskj, Loppis, Kieltis, Korboselskj, Ingris (Ingerskoj) och Spaskoj.
Svenskarna förstärkte det erövrade Nöteborgs befästningar. Ryssarna belägrade fästningen från juni till 17 november 1656, men lyckades inte erövra den. Vid de reparationer som behövdes efter striden gjordes även tillbyggnader, däribland den så kallade "svarta rundeln" på sjösidan. Arbetet med befästning av fastlandet fick avbrytas under stora nordiska kriget, när ryska styrkor anföll befästningen under befäl av Boris Sjeremetiev. Den svenske befälhavaren, överstelöjtnant Gustaf Vilhelm von Schlippenbach, försvarade fästningen med cirka 250 man under tio dagars beskjutning av ryssarna, som förlorade 6 000 man. Den 13 oktober 1702 tvingades svenskarna kapitulera, då antalet försvarare var nere i 40 man och fästningen hade förstörts alltför mycket varför 116 svenskar avtågade från fästningen med fyra kanoner.

## Staden åter under Ryssland
Peter den store gav Nöteborg det nya namnet Schlüsselburg ("nyckelborgen", efter tyskans schlüssel som betyder "nyckel"), eftersom platsen var en "nyckel i försvaret mot väster". Snart anlades också staden med samma namn på floden Nevas östra strand.
William Coxe besökte i september 1778 Schlüsselburg 7 mil från Petersburg. Han beskrev i sin berömda reseskildring staden:
| ” | Denna lilla Stad har ungefär 300 trädhus och 2800 inwånare. Fästningen ligger på en holme i Neva, som där med häftighet kastar sig utur Ladoga Sjön. Den anlades 1324 af Georg Danilovitch; intogs af Swenske Konungen Magnus och kallades Nöteborg; återtogs af Ryssarne, men eröfrades under Gustaf Adolph 1614 och blef widare befästadt. | „ |

Coxe skrev vidare att den ryske fursten Michail Golitsyn 1702 stormade borgen mot tsar Peters order och återbördade den i rysk ägo. För denna bedrift ska tsaren ha utlovat vad som helst utom Moskva och Katarina som belöning till Golitsyn. Han begärde dock bara benådning för furst Repnin som blivit degraderad från fältmarskalk till menig. (Detta har dock Coxe förväxlat med ett senare slag 1708, det finns ytterligare 4 sidor om Nöteborg i Coxes reseberättelse).
När Ryssland flyttade sin gräns västerut förlorade fästningen sin betydelse som gränsförsvar. Det användes då som fängelse för politiska fångar, däribland medlemmar av tsarfamiljen. Detta fängelse brändes ned under Oktoberrevolutionen 1917. 1928 inrättades Proletära Revolutionsmuseet i den gamla fästningen. Under andra världskriget blev staden den 8 september 1941 efter hårda strider intagen av tyskarna. Fästningen intogs dock aldrig. Staden återtogs av Röda armén den 18 januari 1943. Året efter byttes det gamla tyska namnet ut mot Petrokrepost ("Petersfort") efter Peter den store.

## Senmedeltida länsherrar i Nöteborgs län
- Narimantas, furste av Litauen och Pinsk,  länsherre över Ladoga, Nöteborg och Korela samt halva Koporje (1333 - )
- Alexander (son till Narimantas), furste av Litauen och Podolien, länsherre över Nöteborg m.m. (före 1338),
- Patrikei (son till Narimantas), furste av Litauen och Zvenigorod (vid Dnjestr), länsherre över Nöteborg m.m.
- Lengvenis Algirdaitis (brorson till Narimantas, ortodoxt namn Simeon), furste av Mstsislaŭ (1388- 1392)
- Juri Svjatoslavitš av Smolensk ( - 1407)
- Lengvenis Algirdaitis, se ovan (1407 - 1412)
- Konstantin Ivanovitj, son till storfursten Vasilij II av Moskva (1420 - )
- Juri Semjonovitj (son till Lengvenis Alirdaitis) av Litauen (1438 - 1440)
- Ivan Vladimirovitš (lierad med polsk-litauiske kungen Kasimir IV (1444 - )
- Juri Semjonovitj (se ovan) av Litauen (1458 - 1459)[4]